# Vijayraghavgarh
Vijayraghavgarh è una suddivisione dell'India, classificata come nagar panchayat, di 7.157 abitanti, situata nel distretto di Katni, nello stato federato del Madhya Pradesh. In base al numero di abitanti la città rientra nella classe V (da 5.000 a 9.999 persone).

## Geografia fisica
La città è situata a 24° 00' 57 N e 80° 36' 13 E.

## Società

### Evoluzione demografica
Al censimento del 2001 la popolazione di Vijayraghavgarh assommava a 7.157 persone, delle quali 3.786 maschi e 3.371 femmine. I bambini di età inferiore o uguale ai sei anni assommavano a 1.140, dei quali 604 maschi e 536 femmine. Infine, coloro che erano in grado di saper almeno leggere e scrivere erano 4.775, dei quali 2.877 maschi e 1.898 femmine.